# Meneptera diopis
Meneptera diopis är en fjärilsart som beskrevs av George Francis Hampson 1905. Meneptera diopis ingår i släktet Meneptera och familjen nattflyn. Inga underarter finns listade i Catalogue of Life.